# Complesso di colpa (Skedgell)
Complesso di colpa (Farm Boy) è un romanzo poliziesco scritto nel 1985 da Marian Skedgell.
Il romanzo è stato pubblicato in Italia nel 1987 col numero 2020 della collana Il Giallo Mondadori.

## Edizioni in italiano
- Marian Skedgell, Complesso di colpa, traduzione di Pietro Ferrari, collana Il Giallo Mondadori, n. 2020, Mondadori, 1987,  p. 143.